# ZIL (metrostation Moskou)
ZiL (Russisch: ЗИЛ ) is een toekomstig metrostation in Moskou aan de Troitskaja-lijn.  Het station ligt ondergronds naast het gelijknamige station van de Centrale ringlijn midden in het voormalige fabriekscomplex van autofabriek Zavod imeni Lichatsjova, bij de kruising van de Lichatsjevlaan en de Lisitskistraat. Het station zal eind 2024 begin 2025 worden geopend en een OV-knooppunt vormen met het station van de centrale ringlijn, het naastgelegen busstation en op termijn met het station aan de toekomstige Birjoeljovo-radius.
Het station is in 2016 toegevoegd aan de, in 2012 geplande, Kommoenarka-radius om deze te verbinden met het bij ZiL geplande OV-knooppunt. Het eerste deel van deze lijn, die sinds 20 juli 2020 Troitskaja-lijn (lijn 16) wordt genoemd, moet rond de jaarwisseling 2024/2025 tussen ZiL en Oelitsa Novatorov worden geopend.

## Chronologie
- 30 augustus 2022, start van het boren van de rechter tunnelbuis naar Krymskaja
- 23 september 2022, start van het boren van de linker tunnelbuis naar Krymskaja
- 21 maart 2024, goedkeuring van de stationsnaam door burgemeester Sobjanin.